# Назми Алури
Назми Алури (алб. Nazmi Aluri; Штимље, 27. октобар 1973 — Петровић, 29. октобар 1998) био је припадник резервног састава полиције Савезне Републике Југославије и учесник Рата на Косову и Метохији.

## Живот
Назми Алури је рођен 27. октобра 1973. у Штимљу, на Косову и Метохију, у тадашњој СР Србији, те СФР Југославији.
Припадник је резервног састава полиције Савезне Републике Југославије од 1998. године, а погинуо је у борби са албанским терористима 29. октобра 1998. у селу Петровић, у општини Штимље.